# 43ste Oscaruitreiking
De 43ste Oscaruitreiking, waarbij prijzen worden uitgereikt aan de beste prestaties in films in 1970, vond plaats op 15 april 1971 in het Dorothy Chandler Pavilion in Los Angeles, California. De ceremonie had dit jaar geen presentator.
De grote winnaar van de 43ste Oscaruitreiking was Patton, met in totaal 10 nominaties en 7 Oscars.

## Winnaars

### Films
| Categorie               | Winnaar                                               | Regie                 |
| ----------------------- | ----------------------------------------------------- | --------------------- |
| Beste Film              | Patton                                                | Franklin J. Schaffner |
| Beste Buitenlandse Film | Indagine su un cittadino al di sopra di ogni sospetto | Elio Petri            |
| Beste Documentaire      | Woodstock                                             | Walon Green           |

### Acteurs
| Categorie                  | Winnaar         | Film            |
| -------------------------- | --------------- | --------------- |
| Beste Mannelijke Hoofdrol  | George C. Scott | Patton          |
| Beste Vrouwelijke Hoofdrol | Glenda Jackson  | Women in Love   |
| Beste Mannelijke Bijrol    | John Mills      | Ryan's Daughter |
| Beste Vrouwelijke Bijrol   | Helen Hayes     | Airport         |

### Regie
| Categorie       | Winnaar               | Film   |
| --------------- | --------------------- | ------ |
| Beste Regisseur | Franklin J. Schaffner | Patton |

### Scenario
| Categorie                | Winnaar                              | Film    |
| ------------------------ | ------------------------------------ | ------- |
| Beste Origineel Scenario | Francis Ford Coppola Edmund H. North | Patton  |
| Beste Bewerkt Scenario   | Ring Lardner Jr.                     | M*A*S*H |

### Speciale prijzen
| Categorie                         | Winnaar                      |
| --------------------------------- | ---------------------------- |
| Honorary Award                    | Lillian Gish en Orson Welles |
| Irving G. Thalberg Memorial Award | Ingmar Bergman               |
| Jean Hersholt Humanitarian Award  | Frank Sinatra                |